# Red Dust
Red Dust é um filme estadunidense de 1932 dirigido por Victor Fleming e estrelado por Clark Gable, Jean Harlow e Mary Astor. O filme é baseado na peça de 1928 de mesmo nome de Wilson Collison, e foi adaptado para o cinema por John Mahin. Red Dust é o segundo dos seis filmes que Gable e Harlow fizeram juntos, e foi produzido durante a era pré-code de Hollywood. Mais de 20 anos depois, Gable estrelou em um remake, Mogambo (1953), ao lado de Ava Gardner e Grace Kelly.
Em 2006, a Red Dust foi selecionado para preservação no Registro Nacional de Filmes dos Estados Unidos pela Biblioteca do Congresso como sendo "culturalmente, historicamente, ou esteticamente significante".

## Sinopse
Na Indochina, Dennis Carson, o dono de um seringal, se envolve com Vantine, uma mulher de passado suspeito, e com Barbara Willis, a sofisticada mulher de Gary Willis, um engenheiro que trabalha para ele.

## Elenco
- Clark Gable ...Dennis Carson
- Jean Harlow ...Vantine Jefferson
- Mary Astor ...Barbara Willis
- Gene Raymond ...Gary Willis
- Tully Marshall ..."Mac" McQuarg, superintendente
- Donald Crisp ...Guidon, superintendente
- Willie Fung ...Hoy, mordomo
- Forrester Harvey ... Capitão Limey